# Bassma Kodmani
Pour les articles homonymes, voir Kodmani.
Bassma Kodmani (en arabe : بسمة قضماني), née le 29 avril 1958 à Damas et morte le 2 mars 2023 à Paris, est une politologue et universitaire syrienne , chercheur et directrice de l'Initiative Arab Reform et cofondatrice du Conseil national syrien qu'elle quitte le 28 août 2012.

## Biographie

### Famille
Bassma Kodmani est la fille de Nazem Kodmani, ancien ambassadeur de Syrie en France, artisan du rétablissement des relations diplomatiques entre la France et la Syrie après la crise du canal de Suez et diplomate responsable du département Europe occidentale au ministère syrien des Affaires étrangères à son retour à Damas ; arrêté quelques mois peu après la guerre des Six Jours pour avoir critiqué son ministre de tutelle, il finit par rejoindre Beyrouth, Londres, puis l'UNESCO accompagné de sa famille,. Sa mère, Hyam Mardam-Bey, est la nièce de Jamil Mardam-Bey, un dirigeant syrien de l’époque post-indépendance du mandat français, et la cousine de l'éditeur franco-syrien Farouk Mardam-Bey. Bassma Kodmani est également la sœur de la journaliste franco-syrienne Hala Kodmani,.
Elle a divorcé du journaliste palestinien Nabil Darwiche et est la belle-sœur d'un officier palestinien proche de Yasser Arafat et assassiné à Rome dans les années 1980.

### Carrière académique
Bassma Kodmani acquiert un doctorat en science politique à Sciences-Po Paris avant d'intégrer en 1981 l'Institut français des relations internationales (IFRI). Cette année-là, elle crée à l’IFRI le programme d’études sur le Moyen-Orient et l’Islam, qu'elle dirige jusqu’en 1998, date à laquelle elle quitte l'IFRI. Elle est par ailleurs maîtresse de conférences à l'université Panthéon-Sorbonne et à l'université Paris-Est-Marne-la-Vallée où elle enseigne les relations internationales. De 1999 à 2005, elle dirige le programme « Gouvernance et Coopération Internationale pour le Moyen-Orient » à la Fondation Ford, basée en Égypte avec pour mission de soutenir les institutions de recherche arabes au Moyen-Orient et en Afrique du Nord. En septembre 2005, elle fonde et devient directrice exécutive de l'Initiative de Réforme arabe, un consortium d’instituts de recherche du monde arabe initié par le think tank américain Council on Foreign Relations et travaillant en partenariat avec des instituts européens et américains sur les questions de réforme et de transition démocratique dans le monde arabe. Elle occupe ensuite les fonctions de chercheur visiteur au Collège de France de 2005 à 2006, chercheur associé au CERI – Sciences Po de 2006 à 2007 et chargée de mission à la direction internationale du CNRS de 2007 à 2009. Elle est également membre du Conseil européen des relations étrangères et directrice du programme académique de l'Académie diplomatique internationale.
Elle est auteure et directrice de publications sur les conflits du Moyen-Orient, la sécurité régionale, la question palestinienne, l’évolution politique des sociétés arabes et les relations entre pouvoirs politiques et pouvoirs religieux.

### Engagement politique
Bassma Kodmani participe aux réunions du groupe Bilderberg en 2008 et en 2012.

#### Opposition au régime Assad
En 2011, dans le contexte de la guerre civile syrienne, Bassma Kodmani participe à la fondation du Conseil national syrien (CNS) dont elle intègre le comité exécutif. Elle est également porte-parole et responsable des relations extérieures de l'organisation,.
De janvier à juin 2012, elle participe à la rédaction du projet Le Jour d’Après. Soutenir une transition démocratique en Syrie.
En février 2012, la télévision iranienne et des sites syriens reprennent une vidéo datant de 2008, qui crée la polémique en raison des propos de Bassma Kodmani à l'égard d'Israël. Celle-ci participait alors, avec des écrivains israéliens et Théo Klein, à un débat télévisé pour l'émission Bibliothèque Médicis sur Public Sénat, à l'occasion du Salon du livre de Paris dont Israël était l'invité d'honneur,. Bassma Kodmani s'est défendue face à ces accusations : « C'est une tentative de me discréditer. Si je n'étais pas venue, qui aurait parlé de l'occupation israélienne ? Pour moi, la question palestinienne restera toujours centrale ».
Le 28 août 2012, alors que le CNS est en perte de vitesse auprès des acteurs syriens et internationaux, elle annonce, avec d'autres membres, sa démission de l'organisation en déplorant son absence de crédibilité et en déclarant notamment que « le CNS ne travaille pas bien avec les autres groupes d'opposition ». Elle retourne alors à ses activités universitaires et se consacre à l'effort humanitaire pour le peuple syrien. Si Kodmani affirme qu'elle n'a pas démissionné à cause de tensions, Jeune Afrique estime qu'elle ne supportait plus les attaques à son encontre. Pour l'universitaire Fabrice Balanche, « cela faisait longtemps que Bassma Kodmani, vue comme la représentante du camp occidental au sein du CNS, était fragilisée ».
En septembre 2012, elle participe à la création de l'association "Initiative pour une nouvelle Syrie" dont l'action est dédiée à l'assistance humanitaire et à des projets pour favoriser une transition réussie. Elle en est également la trésorière.
En février 2013, elle soutient la proposition de dialogue faite au régime syrien par Mouaz al-Khatib, président de la Coalition nationale des forces de l'opposition et de la révolution.
En juillet 2013, elle signe une lettre ouverte à François Hollande réclamant la mise en place en Syrie d'une zone d'exclusion aérienne, « la mise au ban diplomatique du régime syrien » et « une aide substantielle sur le plan militaire aux brigades de l’Armée libre ».
Bassma Kodmani est membre du Conseil de la charte syrienne, groupement non-partisan qui rassemble des représentants de différents éléments de la société syrienne (dont des notables sunnites et alaouites) et dont le blason s'inspire du premier mouvement indépendantiste syrien.

### Mort
Bassma Kodmani décède le 2 mars 2023 à 64 ans dans un hôpital situé dans le 15e arrondissement de Paris, des suites d'une longue maladie selon sa famille.

## Distinctions
- Chevalier de la Légion d'honneur (2012)[22]

## Publications
- Quelle sécurité pour le Golfe, Travaux et Recherches de l'IFRI, Economica, Paris, 1984
- Perceptions de sécurité et stratégies nationales au Moyen-Orient, Travaux et Recherches de l'IFRI, Éditions Masson, Paris, 1990
- Golfe et Moyen-Orient: les conflits, avec May Chartouni Dubarry, Dunod/IFRI coll. « Ramsès », Paris, 1991  (ISBN 2-10-000081-0)
- La Diaspora palestinienne, PUF, Paris, 1997[23]
- The Danger of Political Exclusion. Egypt’s Islamist Problem, Carnegie Papers, no 63, Washington, 2005
- Abattre les murs. Les Arabes et leurs craintes, Éditions Liana Lévi, février 2008  (ISBN 978-2867464768)
- Peace in the Middle East : The Dangers of Delay, Politique étrangère, special issue for the World Policy Conference, octobre 2008